# Ballarpur
Ballarpur är en stad i den indiska delstaten Maharashtra, och tillhör distriktet Chandrapur. Folkmängden uppgick till 89 452 invånare vid folkräkningen 2011.